# Cosmopolitan (koktél)
A cosmopolitan egy közepes (nem túl édes, nem túl száraz) ízű koktél.

## Eredete
A legtöbb forrás szerint a koktélt a floridai South Beachen dolgozó mixerlány, Cheryl Cook alkotta meg. Egy internetes interjúban Cheryl Cook elmondta, hogy 1985-ben vagy 1986-ban találta ki ezt az italt. Eredeti receptje szerint a koktélba kell “Absolut Citron, egy löttyintésnyi triple sec, egy csöppnyi Rose's citromlé és csak éppen annyi áfonyaszörp, hogy csinosan rózsaszínre fesse.
A következő ember, aki részt vett az ital megalkotásában Tobí Cecchini volt Manhattanből. Amikor az Odeonban dolgozott, Cecchini az eredeti Cook féle ital hanyagul leírt változatát használta, ezért aztán kitalált egy kicsit eltérőt, ez lett az ital készítésének általánosan elfogadott módja.
A Cosmopolitan meglehetősen gyorsan ismertté vált, Miamiból eljutott San Franciscóig és New Yorkig. Igazi ismertségét a kilencvenes években szerezte meg azzal, hogy a Szex és New York című tévésorozatban gyakran szerepelt. Cecchini változata lett az elterjedt, amelyben Cointreaut és frissen facsart lime levét használta.

## Összetevők
- 2 rész (4 cl) citromos vodka
- ¾ rész (1,5 cl) triple sec vagy Cointreau (narancslikőr)
- ¾ rész (1,5 cl) friss lime lé
- 1½ rész (3 cl) áfonyalé

A kék cosmopolitan abban különbözik az eredetitől, hogy a szokásos vörösáfonya helyett fehér áfonya levét használják, a triple sec vagy a Cointreau helyett pedig blue curaçao-t adnak hozzá.